# Grande Cayemite
Grande Cayemite är en ö i Haiti.   Den ligger i departementet Grand'Anse, i den västra delen av landet, 150 km väster om huvudstaden Port-au-Prince. Arean är 51 kvadratkilometer. Grande Cayemite och Petite Cayemite bildar tillsammans ögruppen Les Cayemites.
Terrängen på Grande Cayemite är lite kuperad. Öns högsta punkt är 237 meter över havet. Den sträcker sig 6,9 kilometer i nord-sydlig riktning, och 10,4 kilometer i öst-västlig riktning.